# ميريويذر لويس
ميريويذر لويس (بالإنجليزية: Meriwether Lewis) (1774 – 1809) هو رحالة ومستكشف أمريكي، عرف بمشاركته في حملة لويس وكلارك الشهيرة التي فتحت طريق الغرب أمام الولايات المتحدة.

## سيرته
ولد لويس قرب شارلوتسفيل في فرجينيا في 18 أغسطس 1774. ثم تطوع في عام 1794 مع قوات فرجينيا التي استدعيت لقمع تمرد الويسكي، ومنح شارة في جيش الولايات المتحدة النظامي عام 1795، وأظهر نفسه في تحت قيادة الجنرال أنتوني واين في الحملات ضد الهنود، وتمت ترقيته لرتبة نقيب في عام 1797. وبين عامي 1801 و1803 كان السكرتير الخاص للرئيس توماس جيفرسون.

## الرحلة
في 18 يناير 1803 أرسل جيفرسون رسالة سرية إلى الكونغرس يحثهم فيها على تطوير التجارة الهنود في وادي نهر ميزوري وأوصاهم بإرسال فريق استكشافي لتلك المنطقة، رغم أن تلك المنطقة تسيطر عليها إسبانيا وتملكها فرنسا. خصص الكونغرس النفقات اللازمة للحملة، وأشار الرئيس على لويس أن يتقدم نحو منبع نهر ميزوري ويعبر الجبال إلى المحيط الهادئ. وبموافقة من الرئيس، اختار لويس أن يرافقه الملازم وليام كلارك وهو صديق قديم وأحد رفاقه في الجيش. تم وضع الترتيبات تحت إشراف وزارة الحرب، وظلت تجهز بسرية حتى أتت الأخبار أن فرنسا باعت لويزيانا للولايات المتحدة.
أمضى لويس جزءا من وقته في فيلادلفيا ليزيد معرفته بالعلوم الطبيعية ويتعلم استخدام أدوات تحديد المواقع؛ وفي أواخر العام 1803 اصطحب معه كلارك وتسعة وعشرين رجلا من الجيش، وذهبوا إلى المخيمات الشتوية قرب سانت لويس، حيث بدأ الرجال عمليات تدريب قاسية. في 14 مايو 1804 انطلقت الحملة من نهر ميزوري بثلاثة قوارب، ورافقهم 16 رجلا إضافيا في جزء من الطريق، وبحلول الثاني من نوفمبر بدؤوا تقدمهم بمشقة نحو الجدول قرب خط الطول 47°21' شمالا قرب الموقع الحالي لمدينة بسمارك، داكوتا الشمالية، حيث أمضوا الشتاء الثاني مع هنود الماندان.
في بدايات أبريل واصلوا رحلتهم عبر ميزوري حتى وصلوا إلى تقاطع الأنهار الثلاثة، وسموها جيفرسون وغالاتين وماديسون. تابعوا نهر جيفرسون حتى منبعه الذي يقع جنوب غرب ولاية مونتانا الحالية. أخذ الفرق معه دليلا وخيولا من هنود الشوشوني، وانطلقوا في سبتمبر غربا عبر جبال الروكي، وفي 7 أكتوبر انطلقوا في زوارق بأحد روافد نهر كولومبيا ووصلوا مصبه في 15 نوفمبر. وكانوا وقتها قد سافروا 4000 ميل (نحو 6400 كم) من نقطة بداية رحلتهم، وقابلوا قبائل هندية عديدة لم يرها أي من البيض من قبل وسجلوا العديد من الاكتشافات والملاحظات العلمية، وكانوا أول مستكشفين يصلون ساحل المحيط الهادئ بعبور القارة شمال المكسيك.
بعد أن أمضوا الشتاء على ساحل الهادئ بدؤوا رحلة العودة في 23 مارس 1806، وبعد أن عبروا الحاجز الجبلي بدأ لويس مع فرقة باستكشاف نهر ماريا، وانطلق كلارك مع فرقة أخرى باستكشاف نهر يلوستون. وفي 12 أغسطس اجتمع المستكشفان في ملتقى يلوستون مع ميزوري، وفي 23 سبتمبر وصلوا إلى سانت لويس. ورغم تعرضهم لعوامل الطقس والصعوبات والمخاطر، فلم يمت سوى شخص واحد في الحملة، وفر آخر.

## سنواته الأخيرة
تم تكريم الحملة في معرض لويس وكلارك السنوي في بورتلاند، أوريغون عام 1905. تم تكريم الرجال في الحملة بأن منحوا أراضي من الأملاك العامة، وأخذ لويس 1500 فدانا؛ وفي مارس 1807 تم تعيين لويس حاكما على الجزء الشمالي من المقاطعة التي أخذت من فرنسا عام 1803، والتي تم تنظيمها باسم مقاطعة لويزيانا. نفذ لويس مهامه بفعالية، ولكن يقال أنه كان عرضة للكآبة وأصبح مضطربا وسط السكون غير المألوف لوظيفته الجديدة، وأنه انتحر عندما كان في طريقه نحو واشنطن العاصمة حوالي 100 كم جنوب غرب ناشفيل في تينيسي في 11 أكتوبر 1809 وكان وقتها في الخامسة والثلاثين من العمر. ولكن لا يعرف بالتحديد إن كان قد انتحر فعلا أو أنه كان ضحية جريمة قتل.

## قراءات أخرى
- إحدى أولى السجلات حول الموضوع هي مقالة جيفرسون «رسالة رئيس الولايات المتحدة بالبلاغ حول الاكتشافات المسجلة في استكشاف أنهار ميزوري وريد ريفر وواشيتا، من النقيبين لويس وكلارك والدكتور سيبلي والسيد دنبار» (واشنطن، 1806، مع طبعات لاحقة) وهي تحتوي على تقارير أرسلها المستكشفون في شتاء 1804 – 1805.
- «مذكرات رحلات فرق الاستكشاف تحت إمرة النقيب لويس والنقيب كلارك» بقلم باتريك غاس الذي كان رقيبا في الحملة (بيتسبرغ، 1807).
- «تاريخ الحملة تحت إمرة النقيبين لويس وكلارك» بقلم نيكولاس بيدل وبول ألين، وهو تلخيص للمذكرات الأصلية (من مجلدين وصدر في فيلادلفيا، 1814). وهناك طبعات كثيرة لهذا العمل وأهمها طبعة إليوت كويس (من أربع مجلدات وصدر في نيويورك، 1893) وبه إضافات من المخطوطات الأصلية وفصل جديد، كتب بأسلوب بيدل، ولكنه أضيف كجزء من النص الأصلي.
- «المذكرات الأصلية لحملة لويس وكلارك» بقلم روبن غولد ثويتس (من ثمان مجلدات وصدر في نيويورك، 1904 – 1905)، وهي تحتوي كل السجلات المعروفة عن الرحلة.

## روابط خارجية
- ميريويذر لويس على موقع الموسوعة البريطانية (الإنجليزية)
- ميريويذر لويس على موقع ميوزك برينز (الإنجليزية)
- ميريويذر لويس على موقع إن إن دي بي (الإنجليزية)